# Hostus paroculus
Genre
Espèce
Hostus paroculus, unique représentant du genre Hostus, est une espèce d'araignées aranéomorphes de la famille des Oxyopidae.

## Distribution
Cette espèce est endémique de Madagascar.

## Description
Le mâle holotype mesure 4,5 mm.

## Publication originale
- Simon, 1898 : Histoire naturelle des araignées. Paris, vol. 2, p. 193-380 (texte intégral).